# Apristurus investigatoris
Espèce
Répartition géographique
Statut de conservation UICN

 DD  : Données insuffisantes
Apristurus investigatoris est un poisson de la famille des Scyliorhinidae, qui vit dans la Mer d'Andaman.

## Référence
Misra, K.S. A new scyliorhinid fish from the collections of the R.I.M.S. Investigator. Proceedings First All-India Congress of Zoology 1959: 636-638